# Mike Crapo
Michael Dean Crapo (* 20. května 1951, Idaho Falls, Idaho) je americký právník a politik za Republikánskou stranu. Od roku 1999 je senátorem USA za stát Idaho. V letech 1993–1999 byl poslancem Sněmovny reprezentantů, v níž zastupoval Idaho za druhý kongresový okres.